# Les Guilleries
El massís de les Guilleries és un sistema muntanyós que forma la serralada  Transversal, al nord-est de Catalunya. Una part dels contraforts del sistema és el vèrtex entre les serralades Prelitoral i   al límit de les comarques de la Selva i Osona. És travessat pel riu Ter, que hi té els embassaments de Sau i Susqueda.
El seu punt més alt és Sant Miquel de Solterra (1.204 m).

## Geografia
El massís de les Guilleries es troba a cavall entre les comarques d'Osona i la Selva (províncies de Barcelona i Girona, respectivament), entre l’extrem nord de la Serralada Pre-litoral amb la qual entra en contacte. .A l'oest limita amb la Plana de Vic, i a l'est, amb les planes d'Hostoles. És una serralada molt complexa, estructurada per un intrincat sistema orogràfic.
Una derivació important n'és la Serra d'Osor, que separa les conques de la riera d'Osor i el riu Onyar, i que conté el punt més alt de les Guilleries, Sant Miquel de Solterra, dit també de Les Formigues (1.204 m). Una altra ramificació important és la serra que s'estén de sud-oest a nord-est i que assoleix la màxima altitud a Sant Benet (1.144 m), al terme de Susqueda.
Com a subcomarca, les Guilleries inclouen la totalitat o part dels termes municipals de Sant Hilari Sacalm (considerada la capital), Susqueda, Amer, Anglès, Arbúcies, Brunyola, Cellera de Ter, Osor i Santa Coloma de Farners a la comarca de la Selva, i els de Viladrau, Espinelves, Vilanova de Sau, Sant Sadurní d’Osormort, Tavèrnoles, les Masies de Roda, Tavertet i Rupit a Osona.

### Geologia
De contextura granítica, recobert en alguns puigs per Paleozoic residual, el massís és flanquejat al nord i a l'oest per materials eocènics, que formen cingles de retrocés en el contacte del Collsacabra i de la plana de Vic, molt coneguts i característics. Les carenes són suavitzades per una antiga superfície d’erosió pre-eocènica, molt ben conservada en el Paleozoic del pla de Montdois. Intrusions de diorites i altres materials durs causen formes de relleu més abruptes, com el cim de Sant Miquel de Solterra o la riera d’Osor.

### Vegetació
La vegetació clímax és l'alzinar, de caràcter mediterrani, i en les parts altes i els obacs la roureda i la fageda, de caràcter eurosiberià. Aquesta vegetació és malmesa per l’ocupació humana, pels conreus i les immenses perxades de castanyers.

### Hidrografia
El riu Ter travessa les Guilleries d'oest a est, entrant-hi després de Roda i sortint-ne part avall de Susqueda, abans de rebre la riera d'Amer.
També hi tenen la font el riu Onyar i el Sot de la Noguerola, que neix a la serra de Santa Bàrbara. La riera d'Osor n'és un altre curs molt important.

## Història
El nom de Guilleries (abans, Guilleria) és relativament recent, del segle XVIII. La denominació anterior, "muntanya d'Osona", és esmentada per primera vegada al segle X.
S'han fet descobertes de restes de poblats ibèrics a diferents llocs de les Guilleries i també en zones que estan en la línia de separació de la subcomarca, vers la plana de Vic o vers la vall d’Anglès. Aquestes muntanyes foren poblades per la tribu dels ausetans. En destaquen les restes arqueològiques de Sant Feliuet de Savassona.
Al segle x, les terres de les Guilleries pertanyien a la vegueria d’Osona i al bisbat de Vic, excepte Cladells, Sant Feliu de Buixalleu i Arbúcies (menys Joanet), que eren de Girona.
Cap al segle XVI, la subcomarca esdevindria famosa per l'activitat dels bandolers, ja que la regió envitricollada resultava un bon catau per als saltejadors de camins. El dia de Sant Jordi de 1594 hi neix al mas Sala de Viladrau Joan Sala i Ferrer, àlies Serrallonga, que a les Guilleries va tenir diversos amagatalls i molts amics i fautors.

## Activitat humana
L’extensió dels conreus (cereals, farratge, patates) és molt reduïda, d’acord amb un poblament escàs, en el qual predomina la dispersió. El nucli urbà més important a les Guilleries és Sant Hilari Sacalm, capital de la subcomarca, que allotja el Museu Guilleries.
En el segle XX la població ha disminuït molt, i gairebé ha desaparegut a les masies de muntanya. Només la ramaderia ha aguantat alguns habitants. L’establiment de tres centrals elèctriques a la vall del Ter (Sau, Susqueda i el Pasteral) ha introduït indústria i unes perspectives d’aprofitament per a l’esport nàutic. Les comunicacions són bastant bones, entre carreteres i camins forestals, que ajuden al moviment turístic, important per la contemplació de bellíssims paisatges.